# مزدور
مزدور یا سرباز اجیرشده به نیروی نظامی یا شبه نظامی گفته می‌شود که بدون انگیزه‌های ملی-مذهبی و فقط در برابر دریافت دستمزد به صورت پیمانکار جنگی عمل می‌کند. به عقیده برخی شاید بتوان مزدوری را در زمره قدیمی‌ترین مشاغل تاریخ بشر به حساب آورد.
در طول تاریخ، حتی گاهی مزدوران در مقابل کشور خودشان خدمات جنگی ارائه می‌کردند. مانند دسته یونانی‌ها در ارتش ایران که در جنگ‌های ایران و یونان علیه هموطنانشان می‌جنگیدند.
امروزه بیشتر ارتش‌های جهان از سربازان مزدور که به استخدام ارتش در می‌آیند استفاده می‌کنند. از معروفترین مزدوران در حال حاضر لژیون خارجی فرانسه و شرکت بلک واتر ایالات متحده آمریکا هستند. شرکت بلک واتر آمریکا که برخی آن را نیرومندترین و ثروتمندترین ارتش خصوصی جهان می‌دانند در جنگ عراق (۲۰۰۳) به ارتش آمریکا خدمات امنیتی ارائه می‌دهد.

## مزدوران ترک
مزدوران ترک اشاره به گروهی از مزدوران در جهان اسلام دارد در دوران خلفای عباسی و سامانیان ظهور کردند و بیشتر شهرتشان بخاطر توانایی جنگاوری آنها بود، آنها قدرت سیاسی و نظامی قابل توجهی در این دو دولت به دست آوردند، به‌طوری پادشاهان سامانی و خلفای عباسی را اعدام، عزل یا انتخاب می کردند. هچنین آنها با شکست دادن مهاجمان مغول در نبرد عین جالوت و بیرون راندن صلیبیان نقش مؤثری در حفظ فرهنگ اسلام در مصر داشتند. 
متوکل عباسی، مستعین، معتز و مهتدی خلیفه های عباسی بودند که به دلیل مخالفت مزدوران ترک توسط آنها به قتل رسیدند، و همچنین در زمان پادشاهان اواخر سامانی مانند منصور دوم و عبدالملک دوم سامانی قدرت اصلی در دستان نظامیان ترک بود.
آنها بعدها دولت های غزنویان، خوارزمشاهیان، طلونیان، آل اخشید، خاندان رسولی یمن و مملوکیان هند و مصر را تأسیس کردند و قدرت نظامی و سیاسی زیادی در دولت های ایوبیان، غوریان، سامانیان و خلفای عباسی داشتند.